# Sigurður Guðmundsson

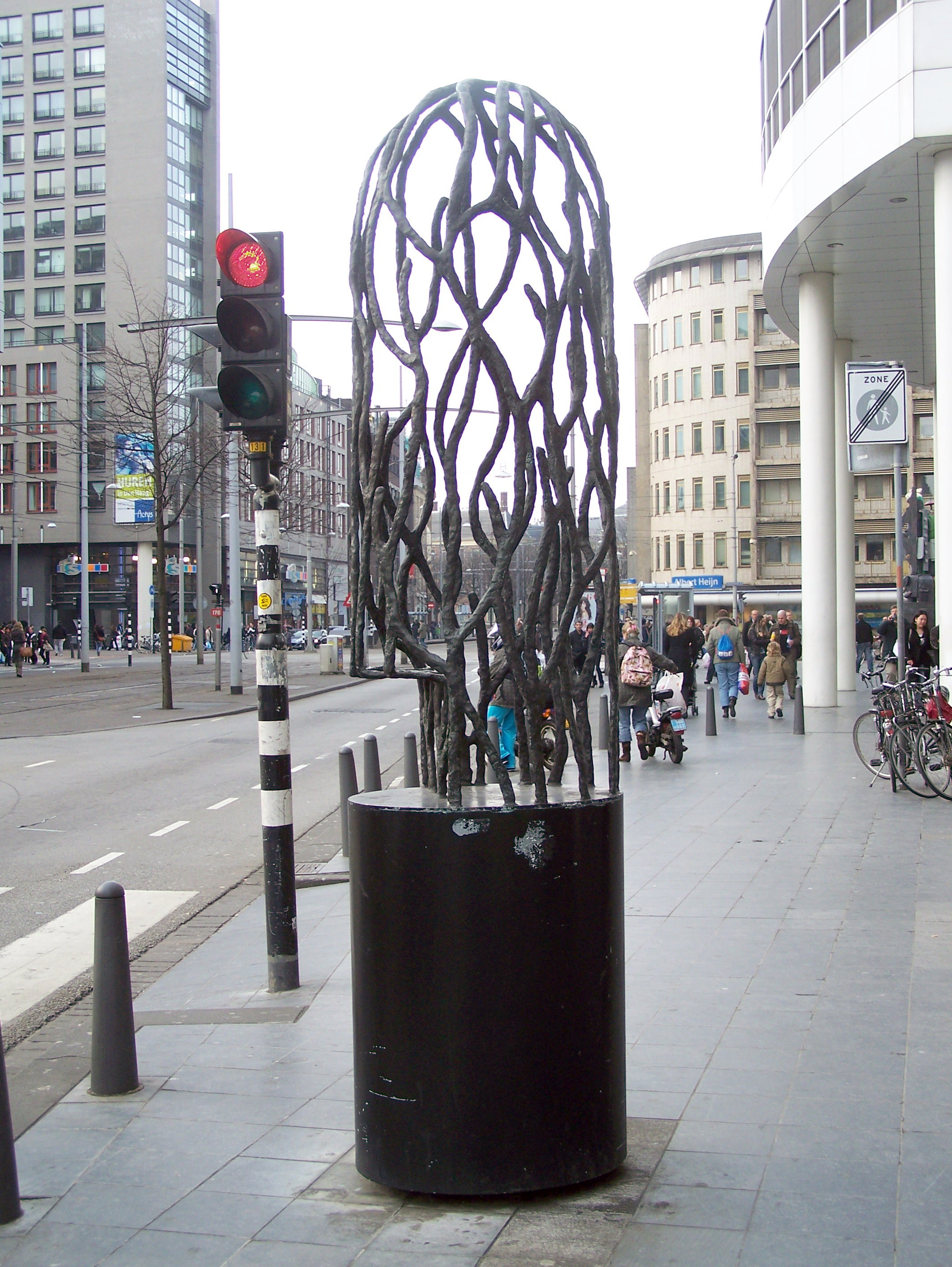
Zonder titel (1996), Den Haag

Sigurður Guðmundsson  (Reykjavik, 1942) is een IJslandse beeldhouwer.

## Leven en werk
Sigurdur ontving van 1960 tot 1963 zijn opleiding aan het Icelandic College of Arts and Crafts in Reykjavik. Aansluitend, van 1963 tot 1964, aan de Ateliers'63 in Haarlem. Hij woonde in de jaren 1964 en 1965 al in de provincie Groningen en vestigde zich in 1970 definitief in Amsterdam. Aanvankelijk voerde Sigurdur performances uit, maakte fotowerk en schilderde. In 1966 sloot hij zich aan bij de Fluxus-beweging. Vanaf 1980 ging hij beeldhouwen. In zijn materiaalkeus, basalt - graniet - beton - brons (zwaar) en glas - veertjes - turf - zeewier (licht), verenigde hij zijn romantische visie op de ruige natuur met poëzie en schoonheid. Zijn werk kan gerekend worden tot de conceptuele kunst. Van 1978 tot 1986 was hij docent aan de Academie voor Kunst en Industrie (AKI) in Enschede.
Sigurdur exposeerde in Nederland, Duitsland, Zweden, Noorwegen, Finland en IJsland. In 2000 ontving hij de, voor het eerst ook voor beeldende kunst toegekende, A. Roland Holst-Penning. Hij woont en werkt in Amsterdam en in China.

## Het rode geheim en Wildzang
De grootste sculptuur van Sigurdur in Nederland is met zekerheid het uit tien delen bestaande granieten werk Het rode geheim uit 1998, dat is geplaatst op het Hanzeplein, het plein voor de ingang van het UMCG in Groningen. De centrale sculptuur (een gladgepolijst, uit negentig gestapelde blokken rood graniet bestaand beeld) wordt omringd door negen ruwe brokken graniet. De rode kleur van de sculptuur sluit aan bij de rode baksteen waarmee het plein is bestraat.
Het kunstwerk Wildzang uit 1976, op de Bijlmerweide in Amsterdam-Zuidoost, was een nog groter kunstwerk van ca. 80 bij 25 meter, bestaande uit 1879 houten paaltjes, die in morseseinen een gedicht van Joost van den Vondel uitbeeldden. Het kunstwerk is minder lang meegegaan dan de bedoeling was en is sinds 1987 niet meer bijgehouden. Enkele restanten zijn nog (moeilijk) vindbaar. De rest van het kunstwerk is verzwolgen door de natuur of verwijderd door de gemeente Amsterdam.

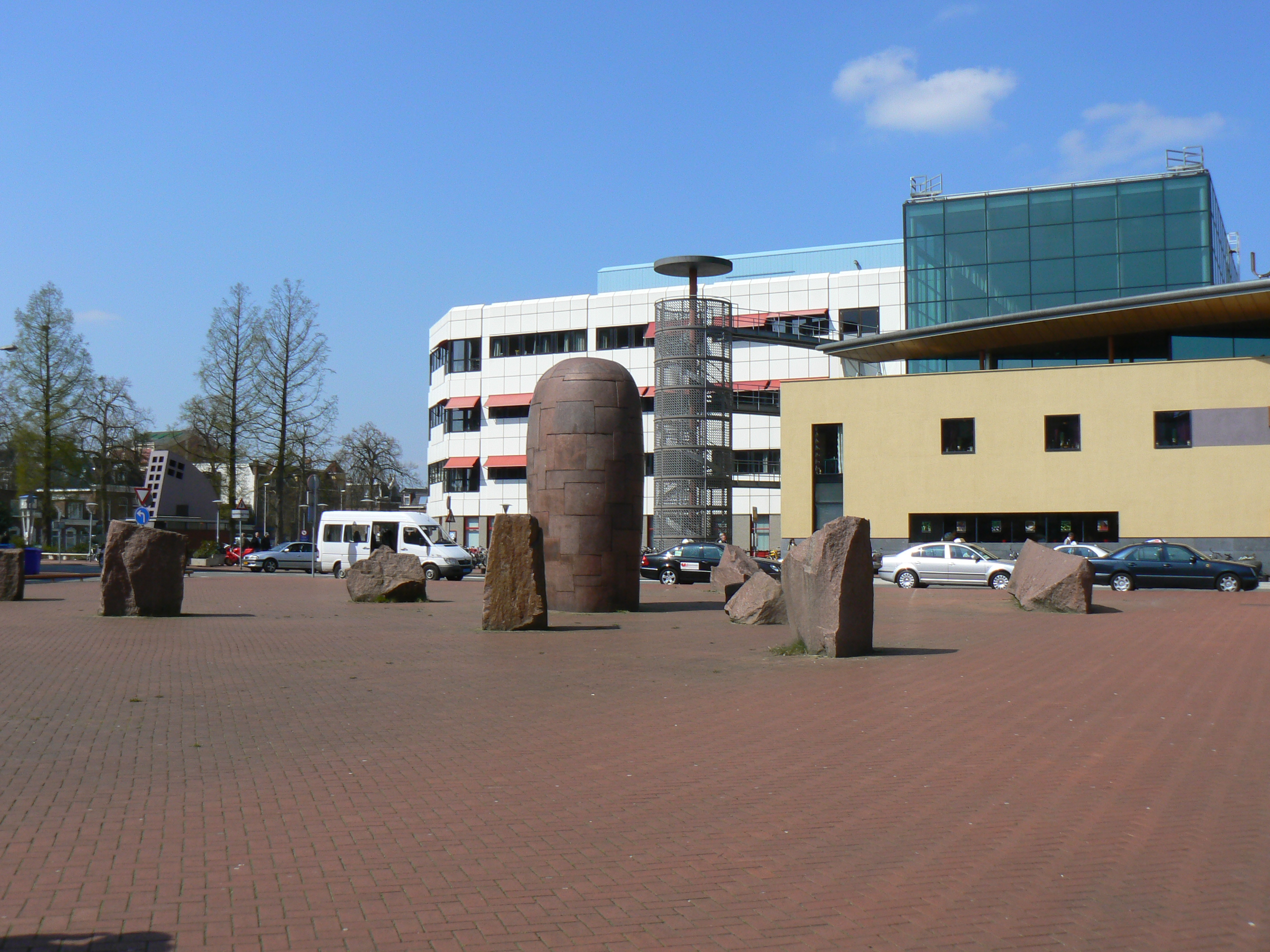
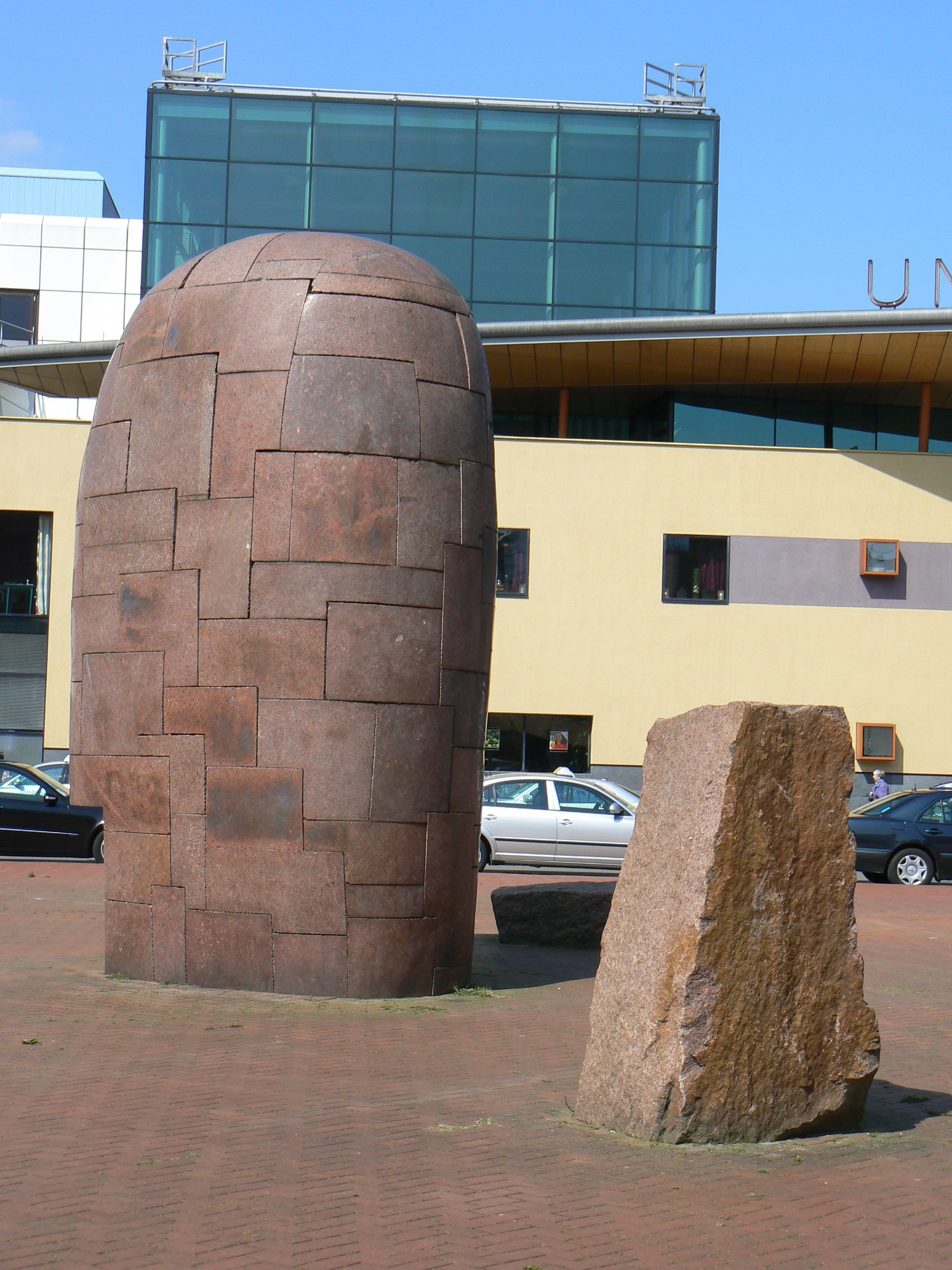
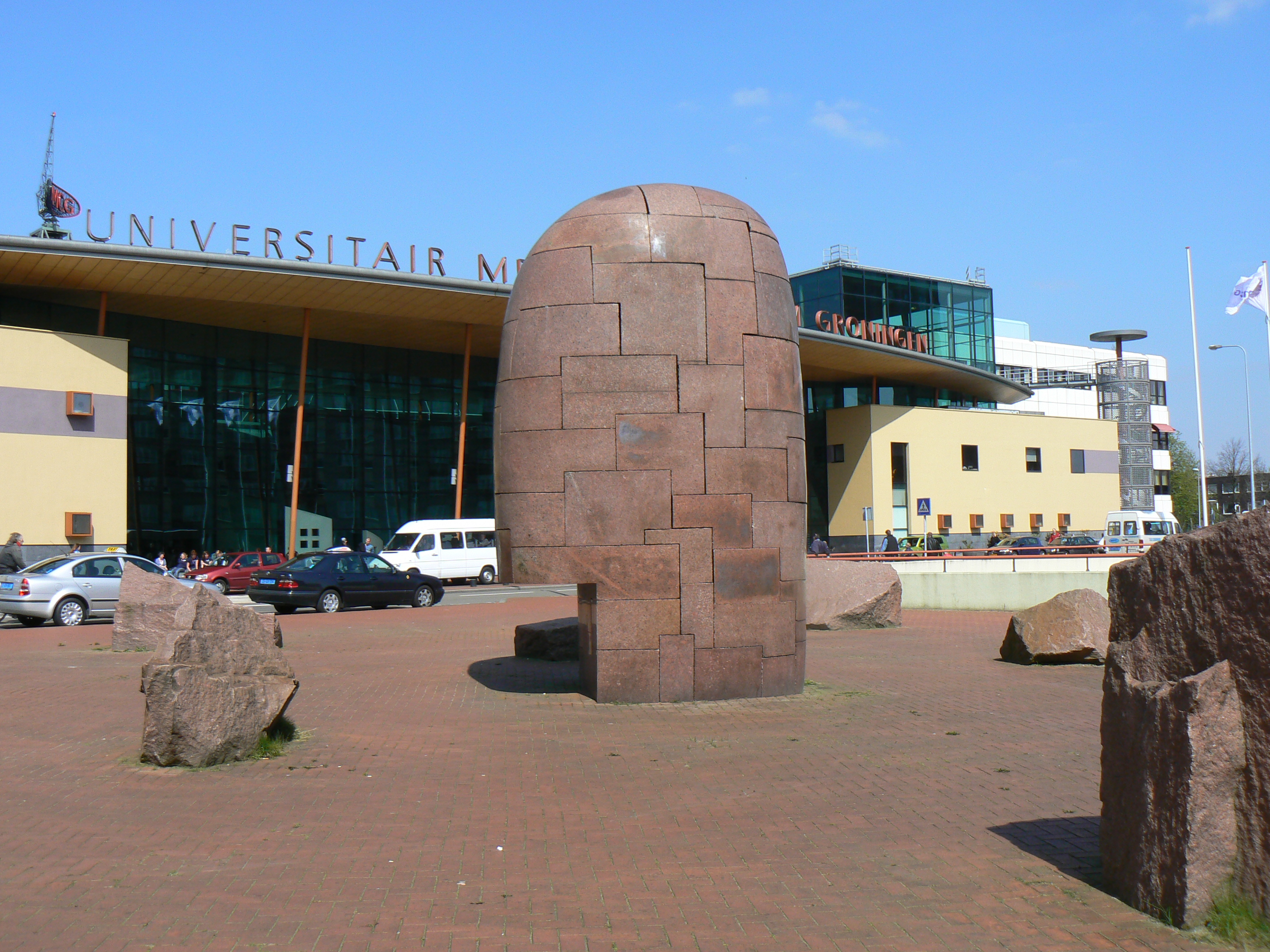
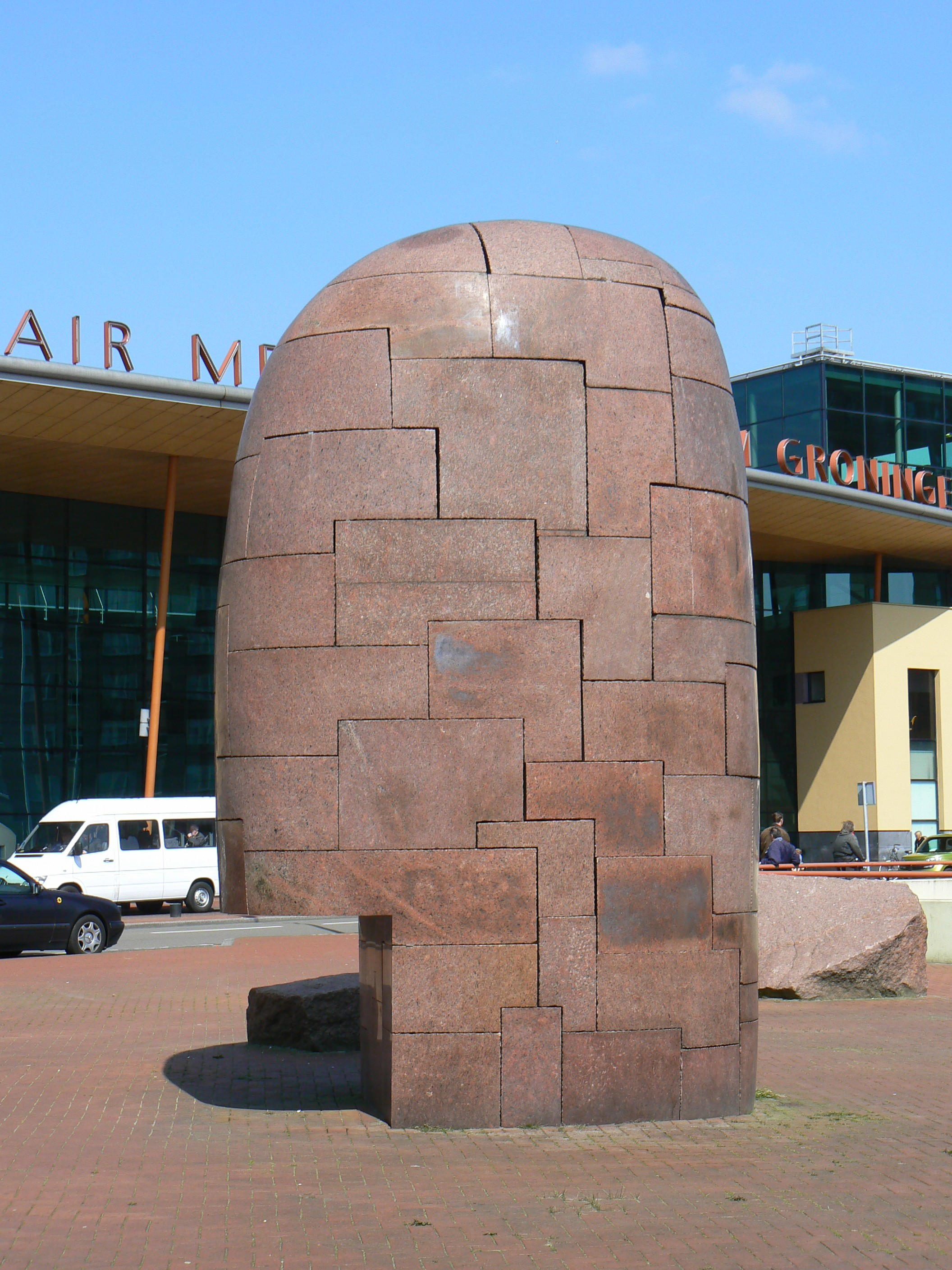

## Andere werken in de openbare ruimte
- 1986 Portret, Beeldenpark van Museum Arnhem in Arnhem
- 1987 Pathos, bij de Brabanthallen 's-Hertogenbosch in 's-Hertogenbosch
- 1988 Zonder titel, Deelgemeente Kralingen-Crooswijk in Rotterdam
- 1988 Zonder titel ook wel Bolwerk, Amsterdam
- 1989 Zonder titel, Almere
- 1990 Een gestolde herinnering, oorlogsmonument in Middelburg
- 1995 De ontmoeting, Menno ter Braakplein in Gorinchem
- 1996 Zonder titel, Beeldengalerij P. Struycken in Den Haag
- z.j. Het Broodrooster, Park De Gulden Bodem in Arnhem

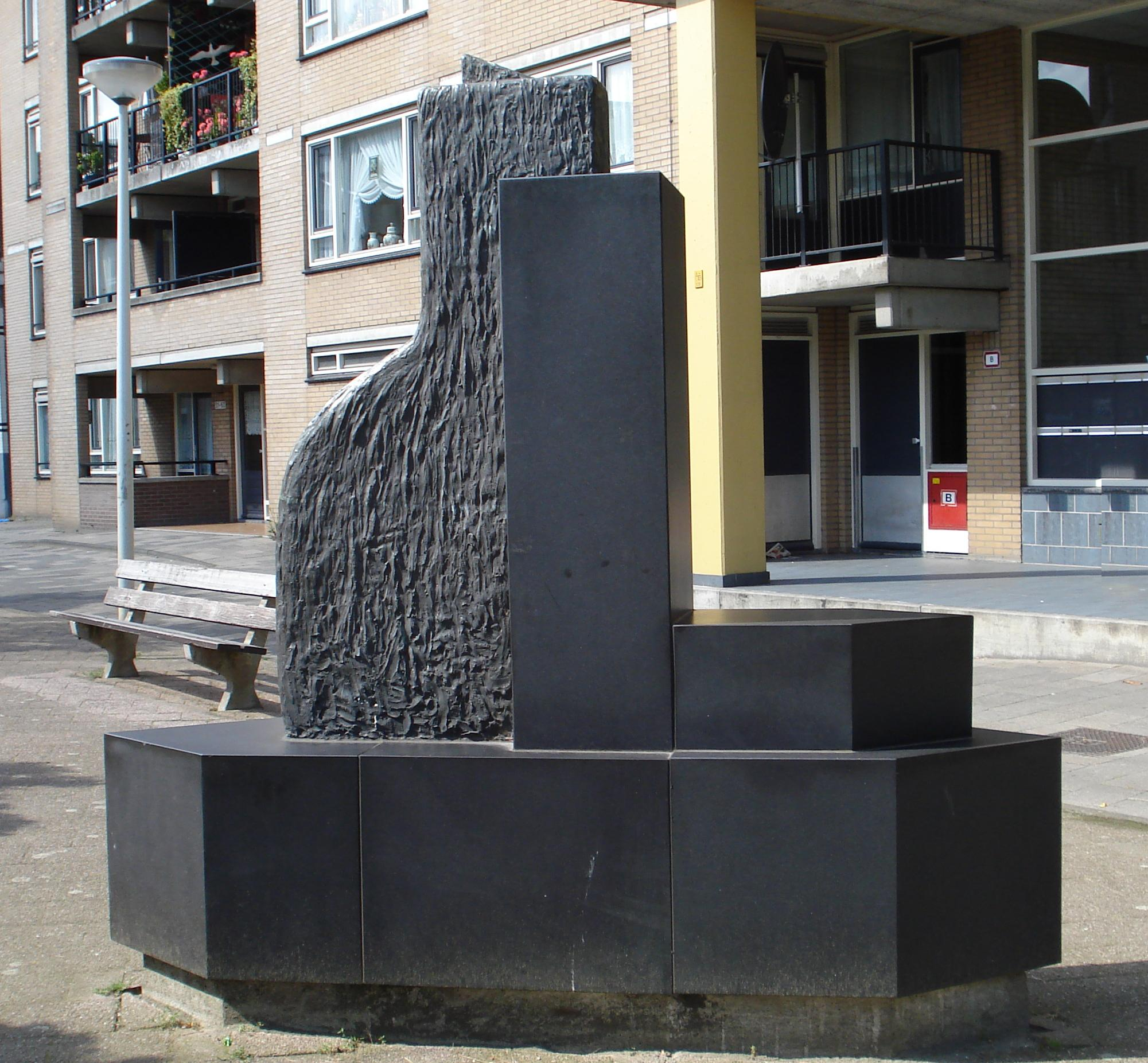
zonder titel in Rotterdam
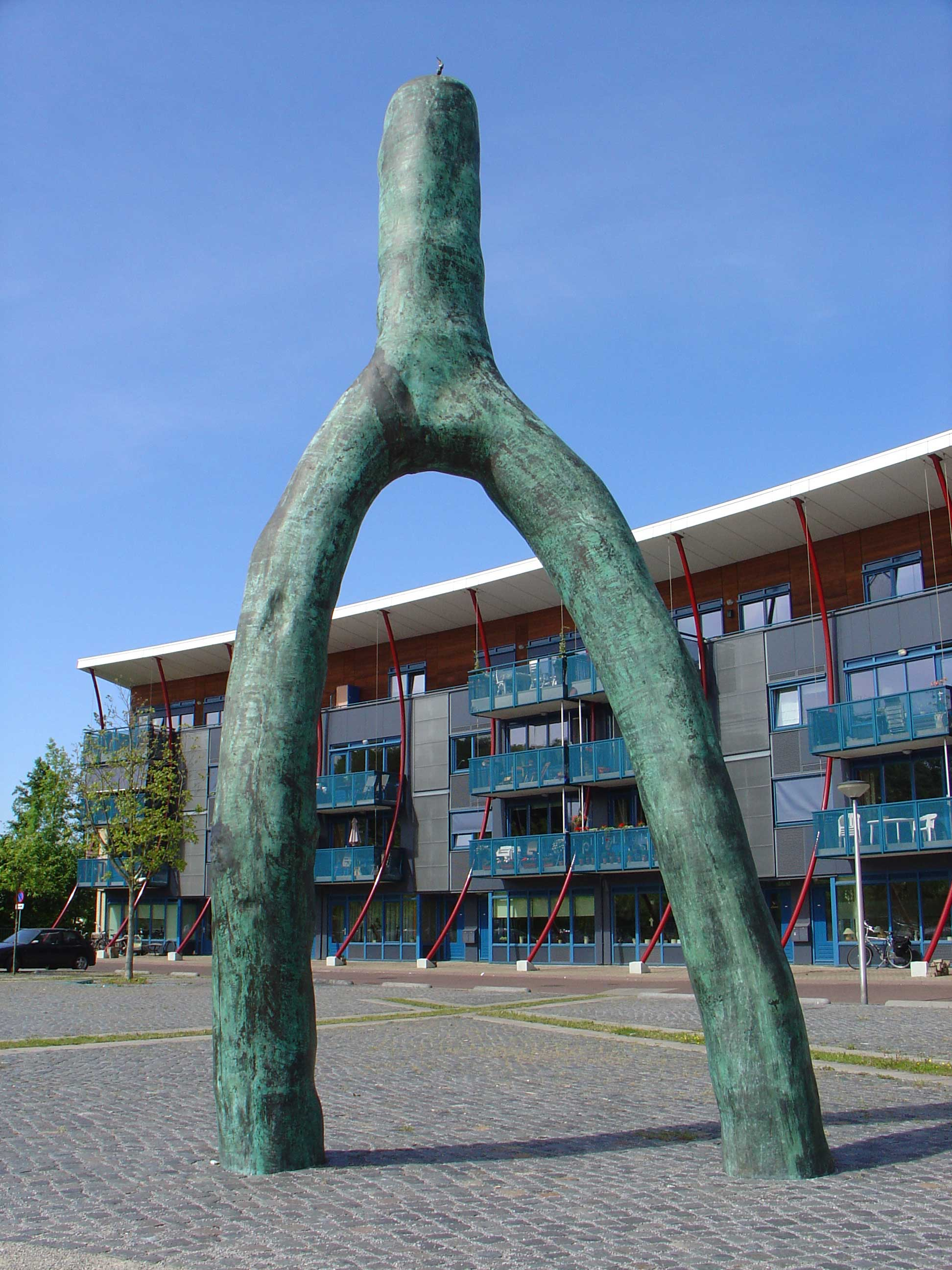
Wichelroede in Glanerbrug